# Claudio II Gonzaga
Claudio II Gonzaga (5 dicembre 1644 – Venezia, 22 luglio 1708) è stato un nobile italiano.

## Biografia
Era figlio del marchese Giulio Cesare Gonzaga della linea cadetta dei “Gonzaga di Palazzolo” e di Polissena Rossi. Dal 1671 ricoprì la carica di Governatore del Monferrato.; fu anche ministro di Consiglio, e ministro di Gabinetto. Combatté a fianco del decimo duca di Mantova Ferdinando Carlo nella Guerra austro-turca del 1687.
Fu il sesto marchese di Palazzolo dal 1685.

## Discendenza
Claudio sposò Lucrezia Canossa ed ebbero quindici figli:
- Anna Isabella
- Francesco
- Elena
- Anna Teresa
- Stefano
- Silvio Gaetano (1670-1740), settimo marchese di Palazzolo
- Niccolò
- Anna Maria (?-1713), monaca
- Elena
- Giulio Cesare (?-1669)
- Teresa
- Caterina
- Polissena (1675-?), monaca del convento delle Vergini di Gesù di Castiglione
- Barbara
- Corrado (1674-1751)

## Ascendenza
|                                    |   |                            | Genitori                 |  |  | Nonni |  |  | Bisnonni       |  |  | Trisnonni                  |  |
|                                    |   |                            |                          |  |  |       |  |  | Silvio Gonzaga |  |  | Luigi Gonzaga di Palazzolo |  |
|                                    |   |                            |                          |  |  |       |  |  | Silvio Gonzaga |  |  | Luigi Gonzaga di Palazzolo |  |
|                                    |   | …                          |                          |  |  |       |  |  | Silvio Gonzaga |  |  |                            |  |
| Claudio I Gonzaga                  |   |                            |                          |  |  |       |  |  | Silvio Gonzaga |  |  |                            |  |
|                                    |   | Claudia Lomellini          | Paolo Vincenzo Lomellini |  |  |       |  |  |                |  |  |                            |  |
|                                    |   | Claudia Lomellini          | Paolo Vincenzo Lomellini |  |  |       |  |  |                |  |  |                            |  |
|                                    |   | Claudia Lomellini          | …                        |  |  |       |  |  |                |  |  |                            |  |
| Giulio Cesare Gonzaga di Palazzolo |   | Claudia Lomellini          |                          |  |  |       |  |  |                |  |  |                            |  |
|                                    |   | Giovanni Antonio Aliprandi | …                        |  |  |       |  |  |                |  |  |                            |  |
|                                    |   | Giovanni Antonio Aliprandi | …                        |  |  |       |  |  |                |  |  |                            |  |
|                                    |   | Giovanni Antonio Aliprandi | …                        |  |  |       |  |  |                |  |  |                            |  |
| Elena Aliprandi                    |   | Giovanni Antonio Aliprandi |                          |  |  |       |  |  |                |  |  |                            |  |
|                                    |   | Camilla Pavesi             | …                        |  |  |       |  |  |                |  |  |                            |  |
|                                    |   | Camilla Pavesi             | …                        |  |  |       |  |  |                |  |  |                            |  |
|                                    |   | Camilla Pavesi             | …                        |  |  |       |  |  |                |  |  |                            |  |
| Claudio II Gonzaga                 |   | Camilla Pavesi             |                          |  |  |       |  |  |                |  |  |                            |  |
|                                    | … | …                          |                          |  |  |       |  |  |                |  |  |                            |  |
|                                    | … | …                          |                          |  |  |       |  |  |                |  |  |                            |  |
|                                    | … | …                          |                          |  |  |       |  |  |                |  |  |                            |  |
| Arrigo Rossi                       | … |                            |                          |  |  |       |  |  |                |  |  |                            |  |
|                                    |   | …                          | …                        |  |  |       |  |  |                |  |  |                            |  |
|                                    |   | …                          | …                        |  |  |       |  |  |                |  |  |                            |  |
|                                    |   | …                          | …                        |  |  |       |  |  |                |  |  |                            |  |
| Polissena Rossi                    |   | …                          |                          |  |  |       |  |  |                |  |  |                            |  |
|                                    |   | …                          | …                        |  |  |       |  |  |                |  |  |                            |  |
|                                    |   | …                          | …                        |  |  |       |  |  |                |  |  |                            |  |
|                                    |   | …                          | …                        |  |  |       |  |  |                |  |  |                            |  |
| Elisabetta Gonzaga di Vescovato    |   | …                          |                          |  |  |       |  |  |                |  |  |                            |  |
|                                    |   | …                          | …                        |  |  |       |  |  |                |  |  |                            |  |
|                                    |   | …                          | …                        |  |  |       |  |  |                |  |  |                            |  |
|                                    |   | …                          | …                        |  |  |       |  |  |                |  |  |                            |  |
|                                    |   | …                          |                          |  |  |       |  |  |                |  |  |                            |  |